# Virginio Muzio
Virginio Muzio (Colognola al Piano, 22 ottobre 1864 – Bergamo, 12 luglio 1904) è stato un architetto italiano.

## Biografia

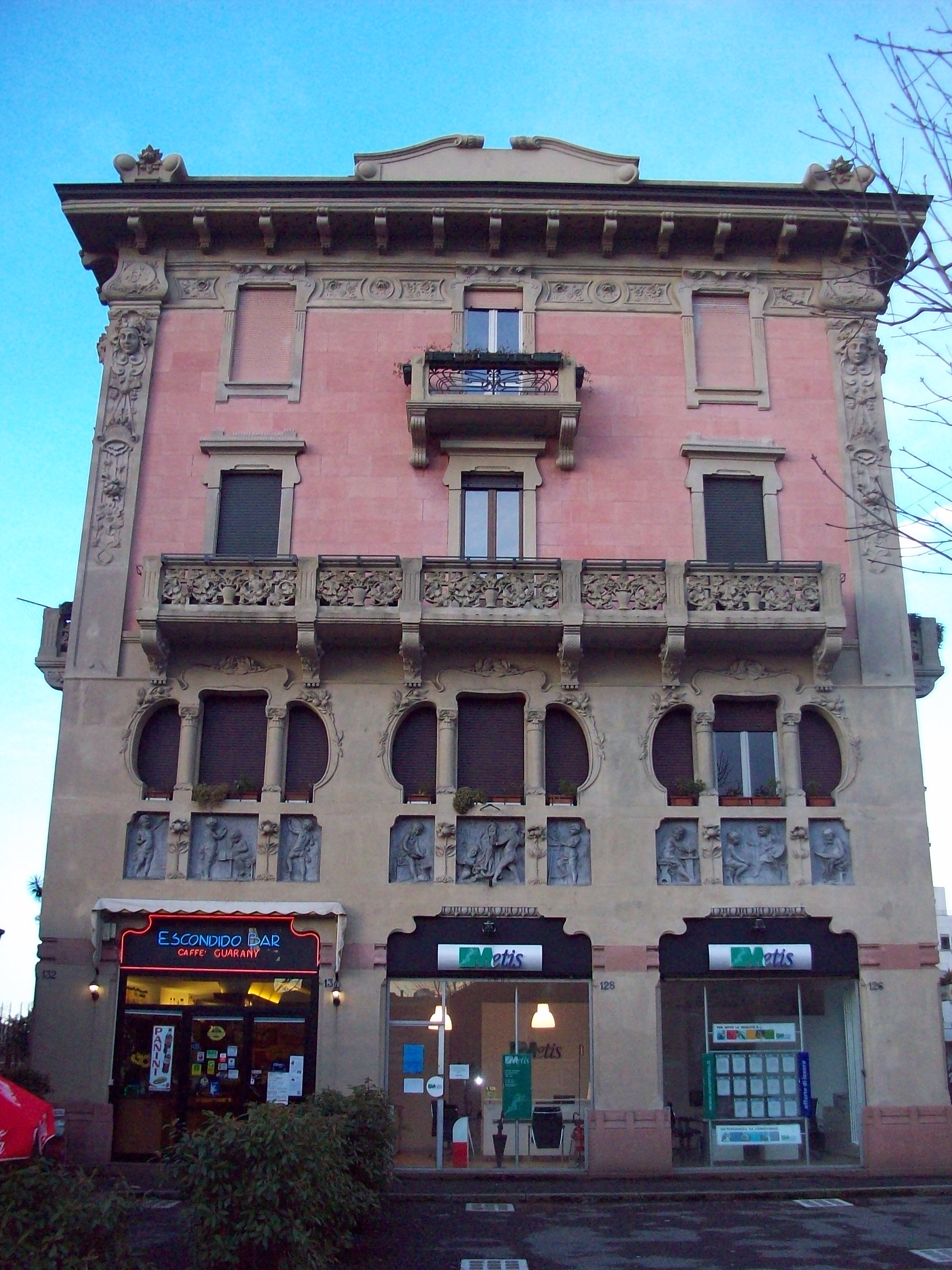
Casa Paleni (1902-1904)

Virginio Muzio era nato in una famiglia di origini modeste, residente nel comune di Colognola, inglobato poi nella città di Bergamo. Finiti gli studi dell'obbligo, frequentò l'Accademia di Brera diventando allievo dell'architetto Camillo Boito e diplomandosi nel 1891. 
Nel 1894 divenne socio onorario e dal 1896 al 1902 insegnante dell'accademia. Nominato in seguito membro della Commissione Conservatrice dei Monumenti di Bergamo, fu tra i primi a portare il Liberty a Bergamo con la progettazione di casa Paleni
Da neolaureato vinse il concorso Pensionato Oggioni promosso dall'accademia delle Belle Arti, che gli permise di visitare l'Italia e l'Europa completando la sua formazione culturalmente. Di questa esperienza, che considerò fondamentale, rimane il suo diario con appunti e disegni: “Qualunque siano i frutti che ricaverò da questo mio viaggio, due cose e utilissime sono già certe: che in quaranta giorni ho visitato e studiato più che non avrei potuto fare in un anno sui libri; che ritorno con quarantacinque o cinquanta tavole di schizzi e un centinaio di pagine scritte, tutti appunti e memorie che presto o tardi mi saranno un materiale prezioso nello studio dei progetti e nella loro esecuzione”. Questa esperienza gli permise di partecipare nel 1895 al concorso per la realizzazione di un progetto per il portale del Duomo di Milano.
Muzio si dedicò alla realizzazione e al restauro di edifici religiosi e civili eseguendo una quarantina di progetti molti dei quali furono realizzati.
Bergamo gli ha dedicato l'Istituto Comprensivo Virginio Muzio, e la città di Clusone ne ha intitolata una via. Dal suo matrimonio con Maria Viganò nacque Giovanni Muzio che proseguì il lavoro del genitore. 
La Biblioteca civica Angelo Mai di Bergamo accoglie il Fondo Virginio Muzio, un archivio dei suoi progetti suddiviso in 81 fascicoli divisi in cinque serie e in tre cartelle. Ogni serie raccoglie i disegni divisi tra progetti per chiese, campanili, altari e opere religiose, cappelle funerarie e costruzioni civili. 
L'inventario completo fu curato da Francesca Giupponi.

## Progetti

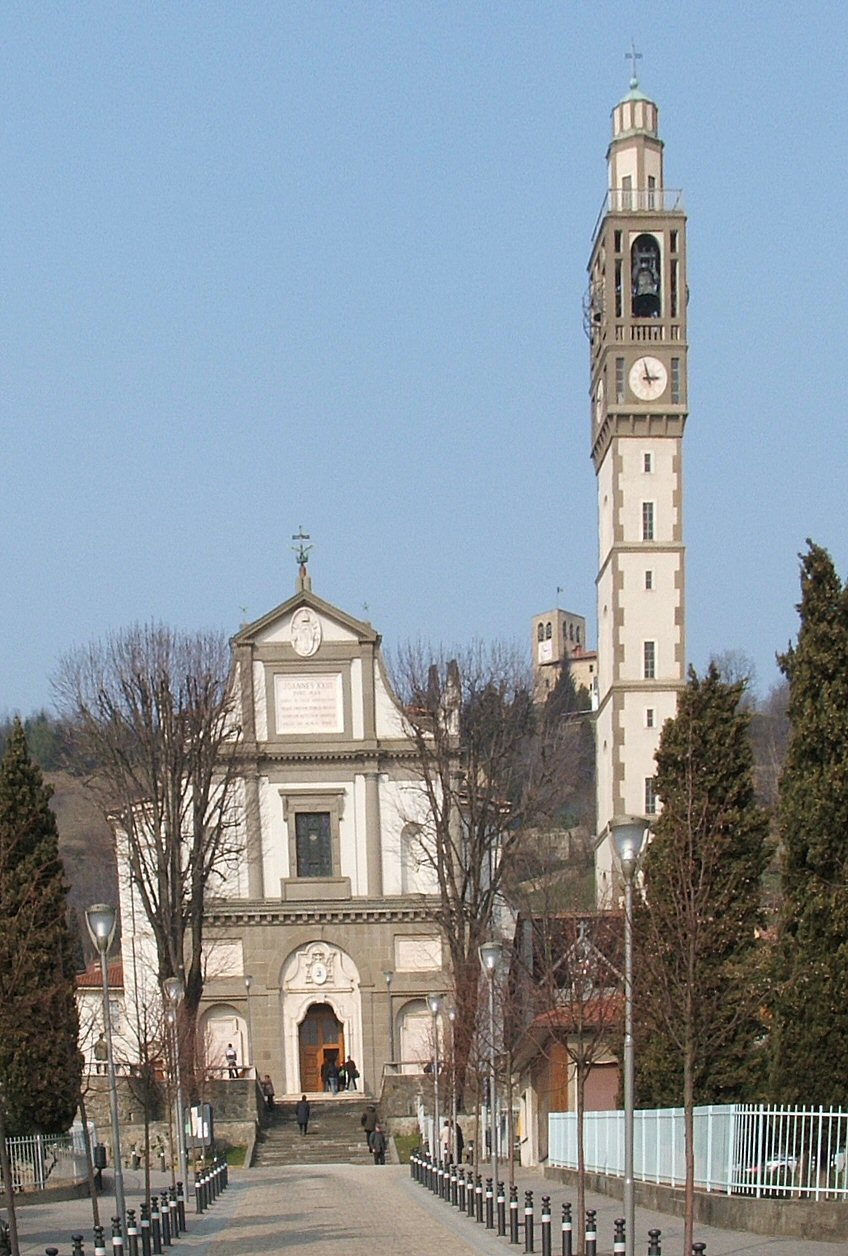
Chiesa di San Giovanni Battista (Sotto il Monte Giovanni XXIII)

La Biblioteca Angelo Mai di Bergamo conserva nel Fondo Virginio Muzio i progetti e i numerosi disegni dell'architetto. 
È maggiormente ricordato per:
- Progetto per la facciata della chiesa di san Martino di Alzano Lombardo, 1895[7].
- Progetto per la realizzazione del sagrato e del portico per la basilica di Clusone del 1894[8].
- Progetto per il campanile del santuario della Beata Vergine Addolorata in Borgo santa Caterina del 1897-1898.
- Progetto del campanile della basilica di Sant'Alessandro in Colonna di Bergamo;
- Progetto dell'altare maggiore della chiesa di San Giorgio della frazione Nese di Alzano Lombardo[9] nel 1899,
- Trasporto e ricomposizione del battistero di Bergamo nel 1900[10].
- Progetto della chiesa di San Giovanni Battista a Sotto il Monte nel 1902;
- Restauri della Casa dell'Arciprete di Bergamo
- Progettazione di Casa Paleni in Bergamo del 1903.[11]
- Progretto del campanile della chiesa di Sant'Agata di Martinengo.